# Sonet 74 (William Szekspir)

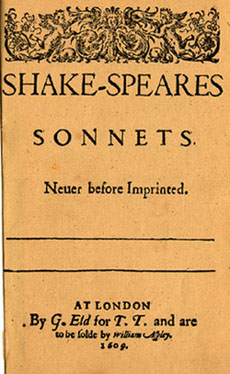
Strona tytułowa pierwszego wydania sonetów Shakespeare’a

Sonet 74 (Pociesz się jednak, kiedy bez litości) – jeden z cyklu sonetów autorstwa Williama Shakespeare’a. Po raz pierwszy został opublikowany w 1609 roku.

## Treść
W sonecie tym podmiot liryczny, którego część badaczy utożsamia z autorem, próbuje udowodnić tajemniczemu młodzieńcowi iż nawet po śmierci pisarza będzie on po części żyw – przetrwa jego poezja.